# Leucospis histrio
Leucospis histrio is een vliesvleugelig insect uit de familie Leucospidae. De wetenschappelijke naam is voor het eerst geldig gepubliceerd in 1878 door Maindron.